# 复盛站 (地铁)
复盛站位于中华人民共和国重庆市江北区复盛镇，是重庆轨道交通4号线和15号线的换乘车站，车站编号4/16。该站可前往高铁复盛站。

## 结构
复盛站为地下島式车站。

## 出入口
| 出入口   | 出入口   | 照片 | 位置   | 目的地 |
| -------- | -------- | ---- | ------ | ------ |
|          |          |      | 隆盛路 |        |
| 出口 · 2 | 出口 · 2 |      | 隆盛路 |        |